# Francisco Javier Aguilar González
Francisco Javier Aguilar González fue un militar mexicano que participó en la Revolución mexicana. Peleó a las órdenes de Francisco Villa. Fue diplomático en el Extremo Oriente, Argentina y Francia.